# GOLDEN☆BEST 大沢誉志幸 I.D Y II Y COOOL BEST COLLECTION (水の中のナイフ)
『GOLDEN☆BEST 大沢誉志幸 [I.D Y II] Y COOOL BEST COLLECTION （水の中のナイフ）』（ゴールデンベスト おおさわよしゆき クール ベストコレクション（みずのなかのナイフ）は、大澤誉志幸のベスト・アルバム。ゴールデン☆ベストシリーズの一つとしてソニー・ミュージックダイレクトより2002年6月19日にリリースされた。

## 概要
1999年3月5日に行なわれた渋谷公会堂ライブを最後に大沢は活動休止をしたが、自身が選曲した本作とともに3年ぶりに活動を再開。
シングル曲だけにこだわらず、アルバムからの人気曲や隠れた名曲が選曲され、未発表曲の「続・サスライ」（デモ・ヴァージョン）が初収録。大沢書き下ろしのライナーノーツを収載。2枚組、全26曲を収録した。

## 収録曲

### DISC.1
1. 寝返り GET YOU BACK
2. 晴れのちBlue Boy
3. Just Feelin' Groove
4. Wink of Destiny
5. 楽園 （パラダイス）へ急ごう
6. WEEKENDは夏の匂い
7. Freeze Frame （5分間のオリジナリティ）
8. 夜の色彩 （いろ）
9. G
10. 誰にもわからない
11. 続・サスライ （デモ・ヴァージョン）
12. 天使の微笑
13. 虹を越えて

### DISC.2
1. Deep Sleep
2. ゲームを教えて
3. Jokeでシェイク
4. BROKEN HEART
5. そして僕は途方に暮れる （Special Mixed Blend）
6. ガラスの部屋
7. Blue-Break-Blue
8. Replica Model （Special Mixed Blend）
9. One Night Shuffle
10. フランス海岸
11. 終りのない傾き
12. 宵闇にまかせて （kiss & kiss）
13. Reprise of Serious Barbarian I & II